# Вілла-Доріа-Памфілі
Вілла Доріа Памфілі (італ. Doria Pamphilj) знаходиться на італ. Via Aurelia Antica в Римі на захід від історичної частини міста Трастевере, бл. 1,5 км на південь від Ватикану.

## Історія побудови

### Розташування та замовник
Сучасна вілла розташована на пагорбі Джаніколо (давньоримський Янікул) і лежить в межах Стародавнього Риму. З пагорба Джаніколо починався римський шлях — Віа Ауреліа.
Виноградники та невеличка садиба існували тут до 1630 року Ділянку придбав Памфіліо Памфілі після одруження з Олімпією Майдалькіні, а садибку використовували як заміське житло влітку. Родина мала гроші і почала скуповувати сусідні виноградники, значно збільшивши свої володіння.

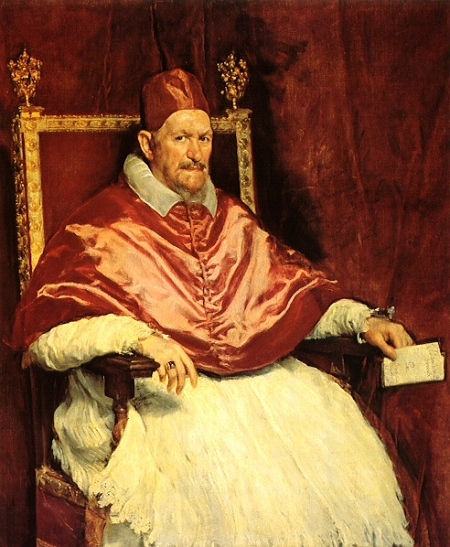
Папа Іннокентій X, худ. Веласкес, 1650, галерея Доріа-Памфілі, Рим

В 1644 році 70-річний кардинал Джованні Батіста Памфілі обраний папою римським. Особа малоприємна, Іннокентій X піклувався про авторитет родини, бо серед шляхетних римських родин вважався парвеню (вискочкою). Адже корені родини Памфілі походили з провінційного Губбіо. Підвищення власного статусу папа використав для побудови нової вілли.
Новий папа не бажав бути меценатом і патроном Лоренцо Берніні. Той перестав бути папським обранцем, покинув папський палац, але не перестав бути геніальним скульптором. Саме в ці роки від доробив надгробок померлого папи Урбана VIII, свого патрона, а по замові венеційського кардинала Федеріко Корнаро для церкви Санта-Марія-делла-Вітторіа — скульптурну композицію «Екстаз святої Терези», один з шедеврів римського бароко.
Іннокентій Х наблизив до двору скульптора Алессандро Альґарді, суперника Берніні. І це був найвдаліший вибір папи римського, що мало знався на мистецтві і не був меценатом. Бо талановитий Альґарді довго пробивався до визнання та популярності через диктаторську поведінку Берніні і нарешті здобув можливість працювати у повну силу. Алессандро Альґарді не був архітектором, але папа доручив саме йому нагляд за поектуванням та будівництвом нової вілли.

### Перший проєкт
Альґарді залучив до проєктування архітекторів, серед яких і Джованні Франческо Грімальді, користувався порадами Карло Райнальді і, можливо, Франческо Борроміні.
За первісним проєктом вілла мала високу центральну частину та бічні крила. Будівлю розпланували на схилі пагорба. І північний фасад виглядає меншим, ніж південний. Схили пагорба та рівна ділянка-тераса на півдні використані для створення саду бароко з партерами та фонтаном.

### Недоліки реалізованого проєкту

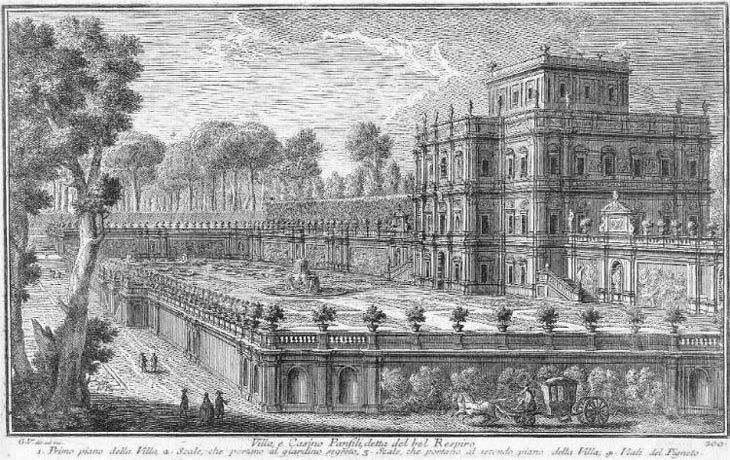
Худ. Джузеппе Вазі, вілла у 1740-ві рр.

Була вибудована лише висотна центральна частина. Головні фасади — на сім осей, бічні — на шість. Ніші південного фасаду та парапет на даху прикрасили скульптурами. Бічні крила так ніколи і не побудували, від чого будівля (на відміну від вілли Альдобрандіні) втратила розмах та монументальність. Ансамбль з садом наче був зорієнтований в минуле, на зразки маньєризму, на віллу Медічі в Римі чи Казіно папи римського Пія IV (Casina Pio IV). В добу бароко вілла виглядала анахронізмом. Зате була ретельно розроблена програма фресок та оздоблень, аби доводити відвідувачам шляхетність Памфілі.

### Будівництво
Будувалася у 1644–1652 роках Алессандро Альґарді та Джованні Франческо Ґрімальді (1606–1680). Замовником виступав князь Каміло Памфілі, родич Іннокентія X. З 1957 року вілла належить Ватикану.

До Вілли також належить парк площею бл. 9 км² — найбільший парк Рима заснований у XVII ст. та сформований у XVIII столітті Франческо Беттіні. 

У 1849 році під час Рісорджіменто там відбувалася битва. У 1859–1860 роках збудована тріумфальна арка за проєктом архітектора Андреа Бурізі Вічі (1817–1911), на місці зруйнованого Casino dei Quattro Venti. У 1960 році через парк проведено велицю Via Olimpica. З 1971 році парк відкритий для відвідувачів.

## Галерея

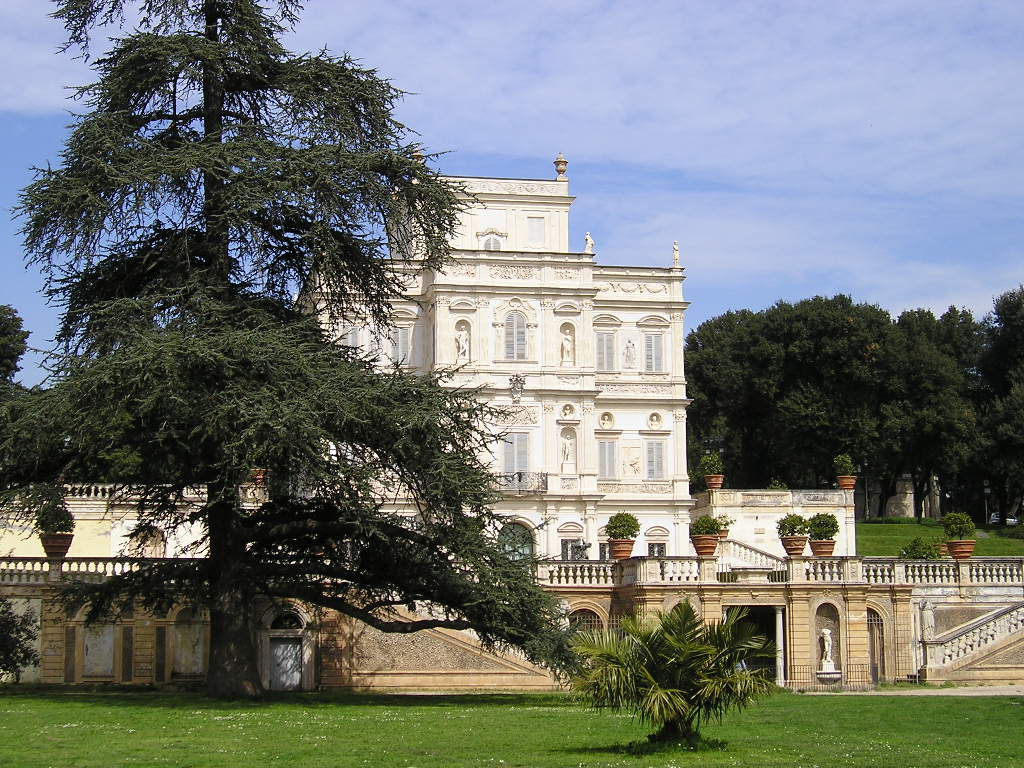
Центральна частина вілли
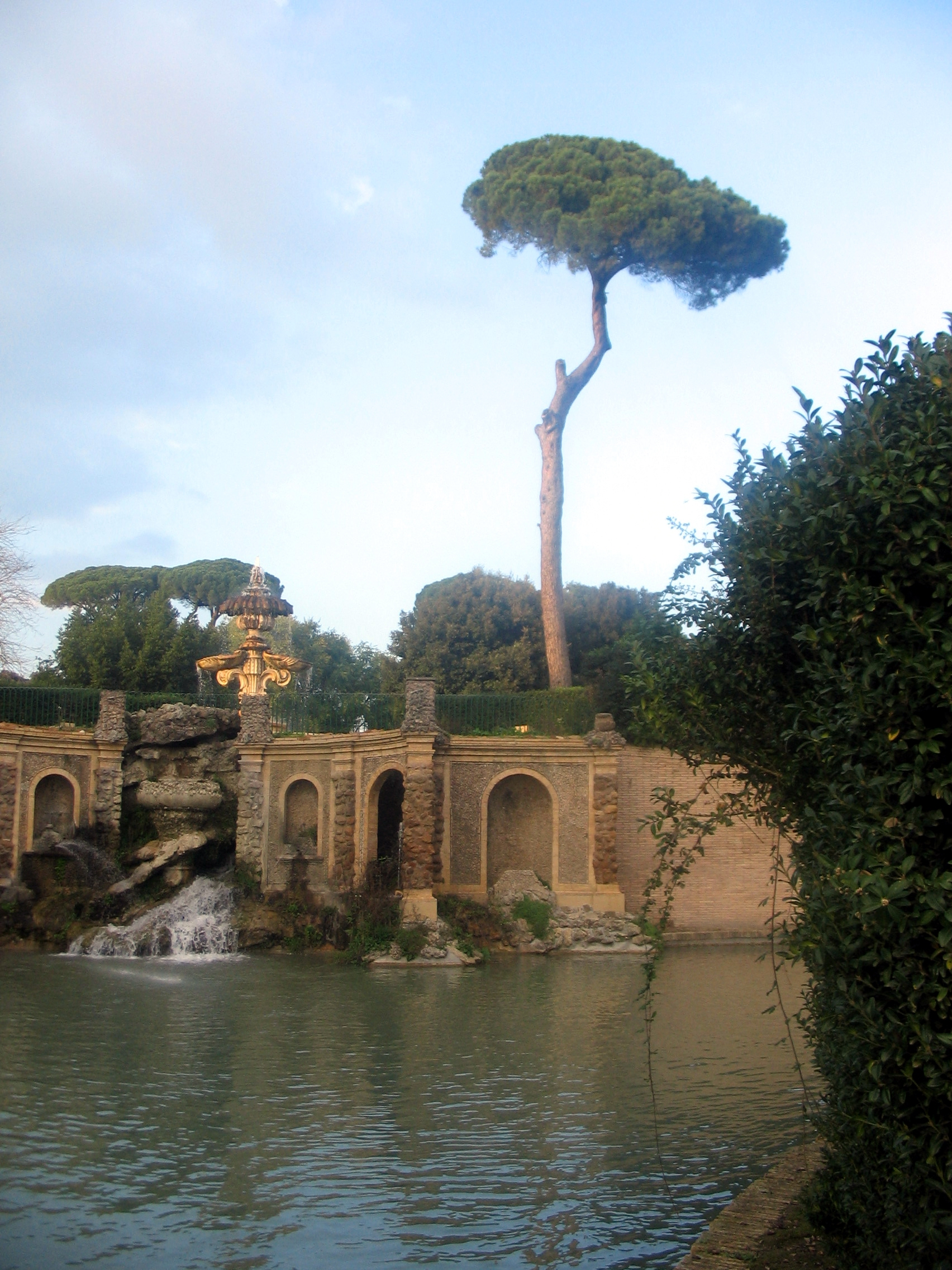
Парковий водоспад
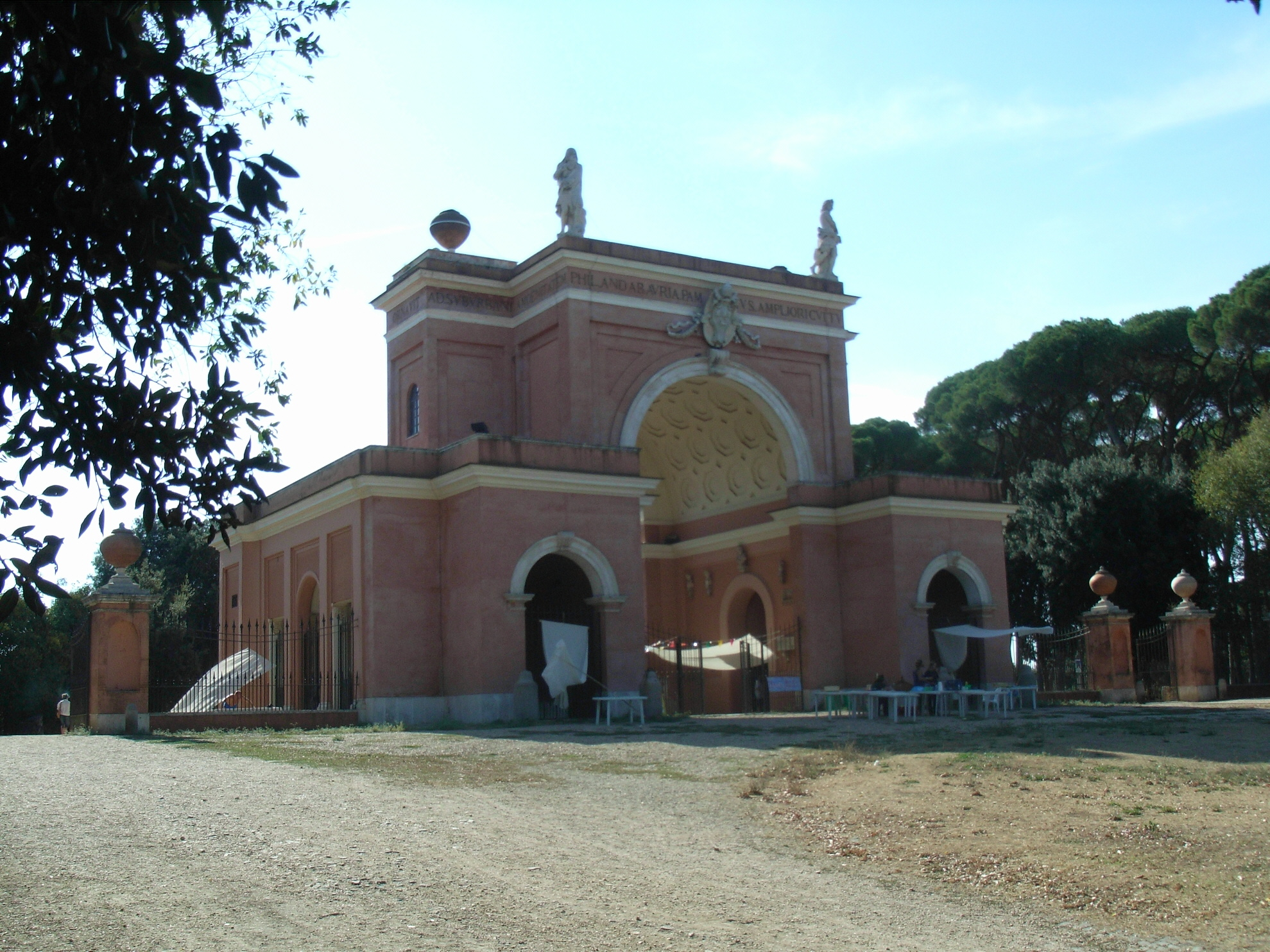
Арка «На чотирьох вітрах»
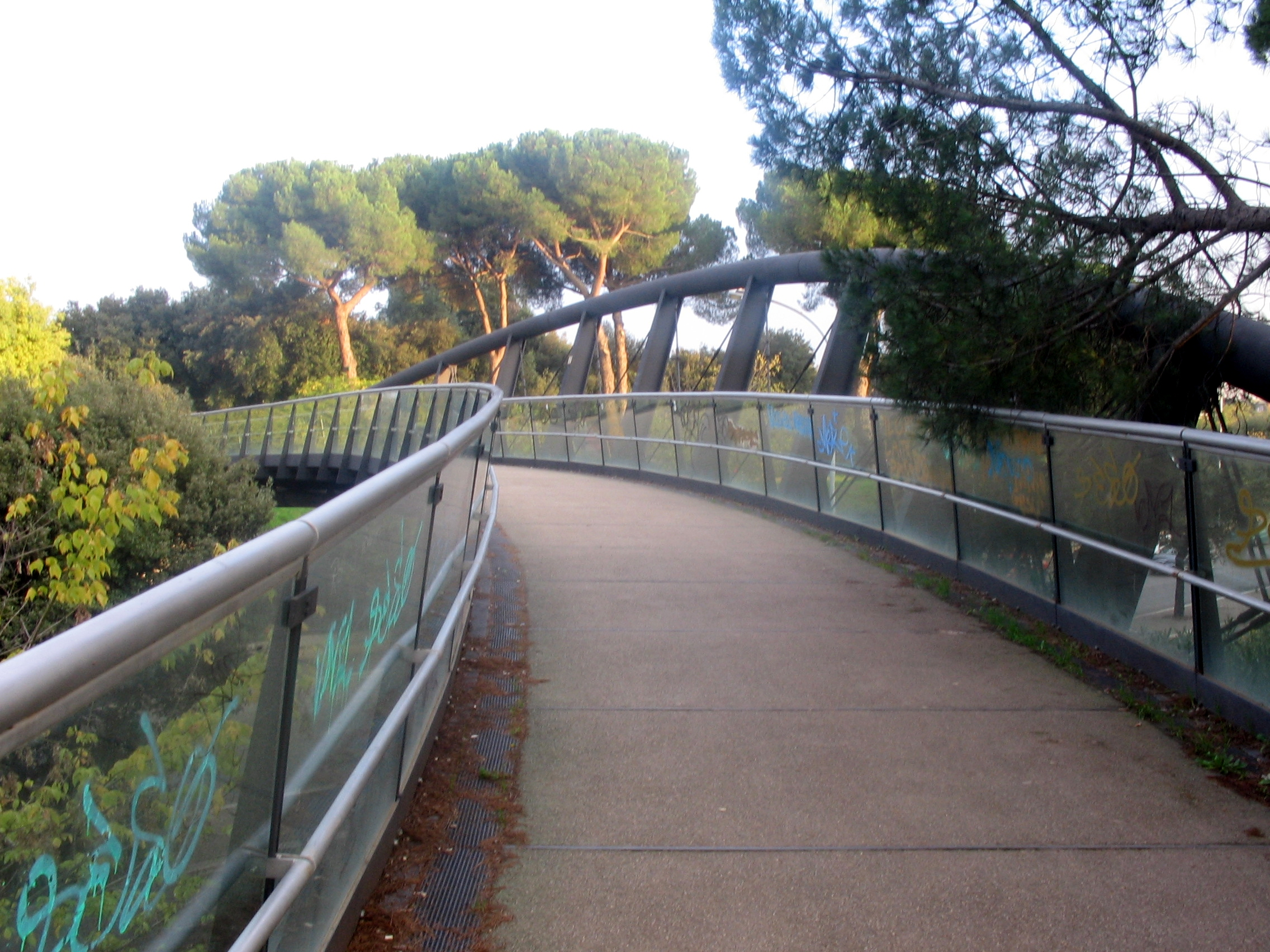
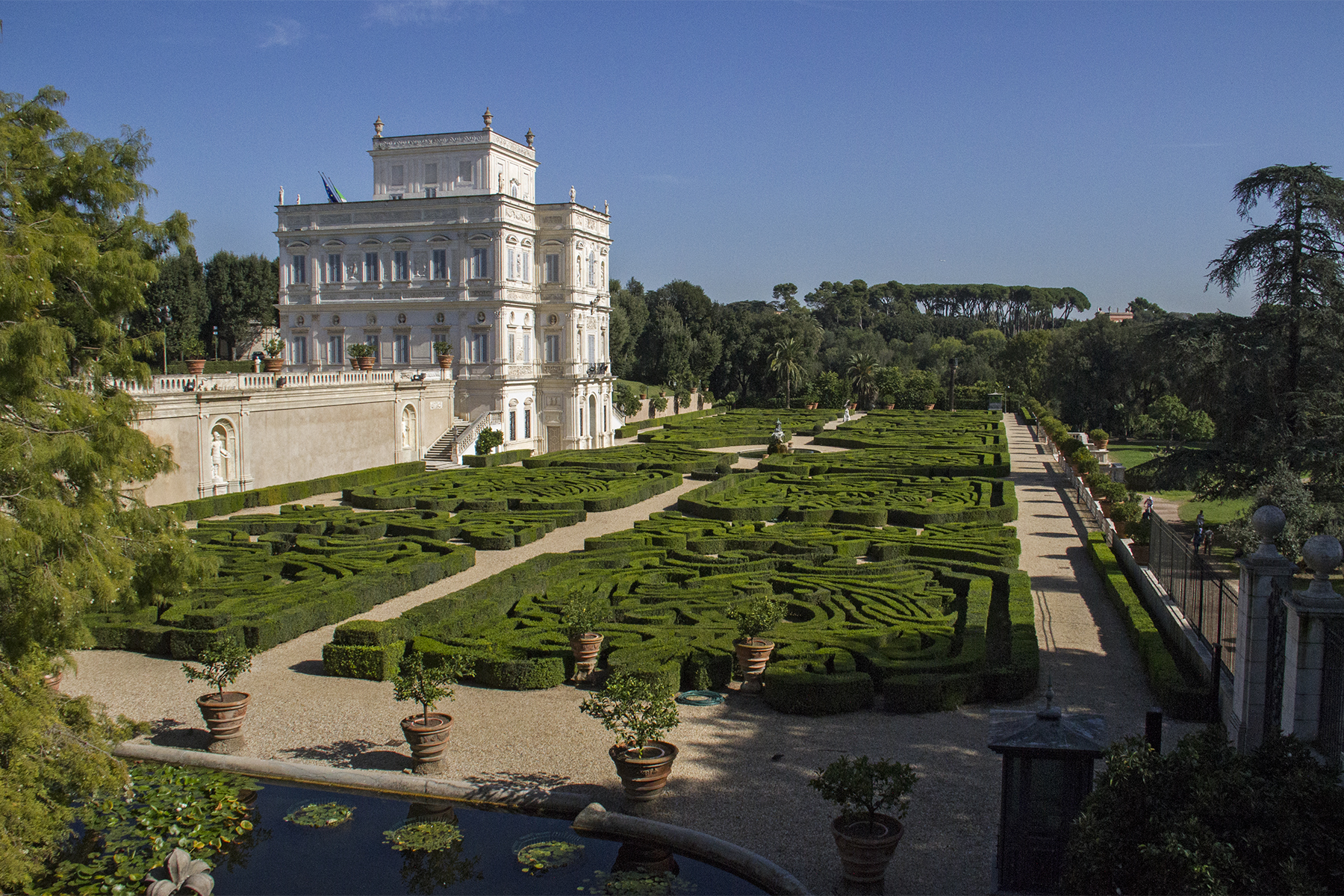
Французький таємний сад
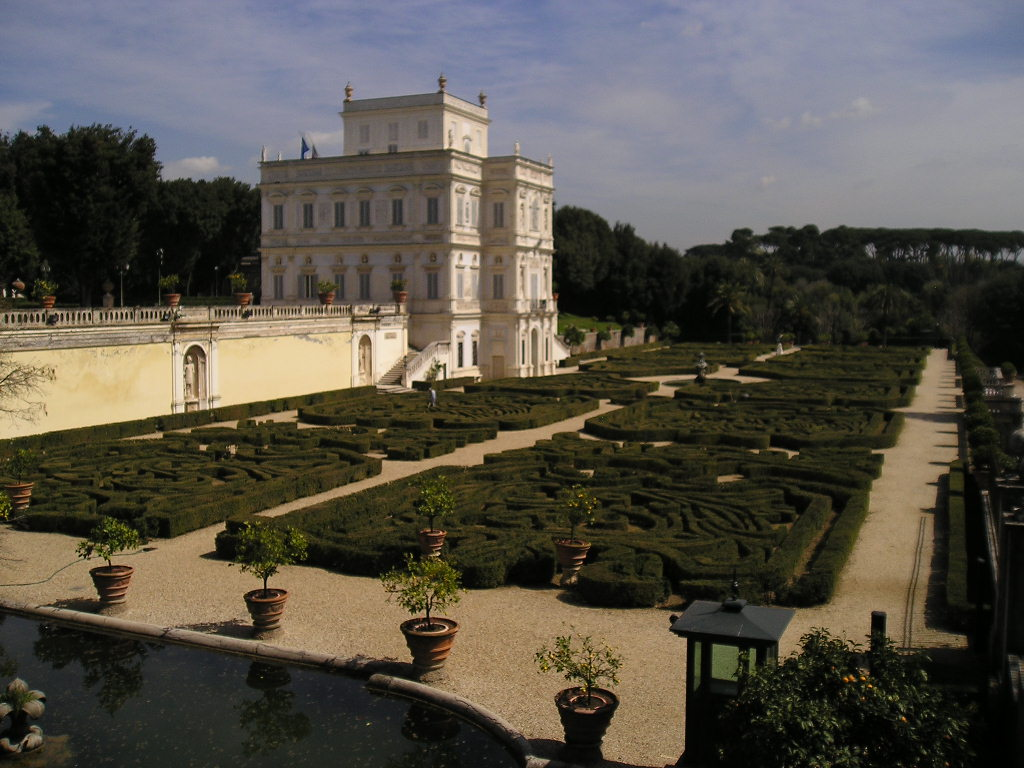
Французький таємний сад
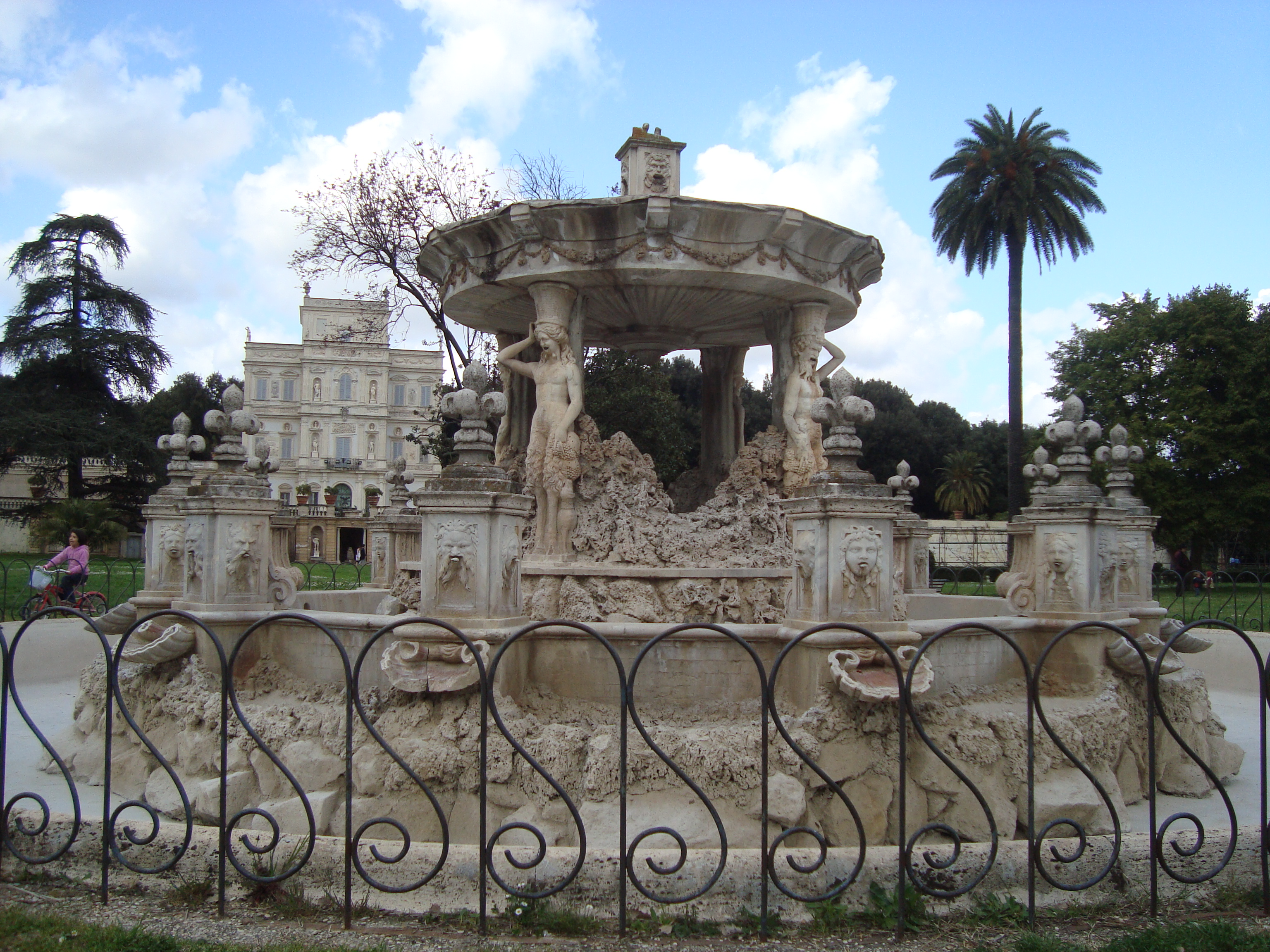
Водограй Купідона перед віллою
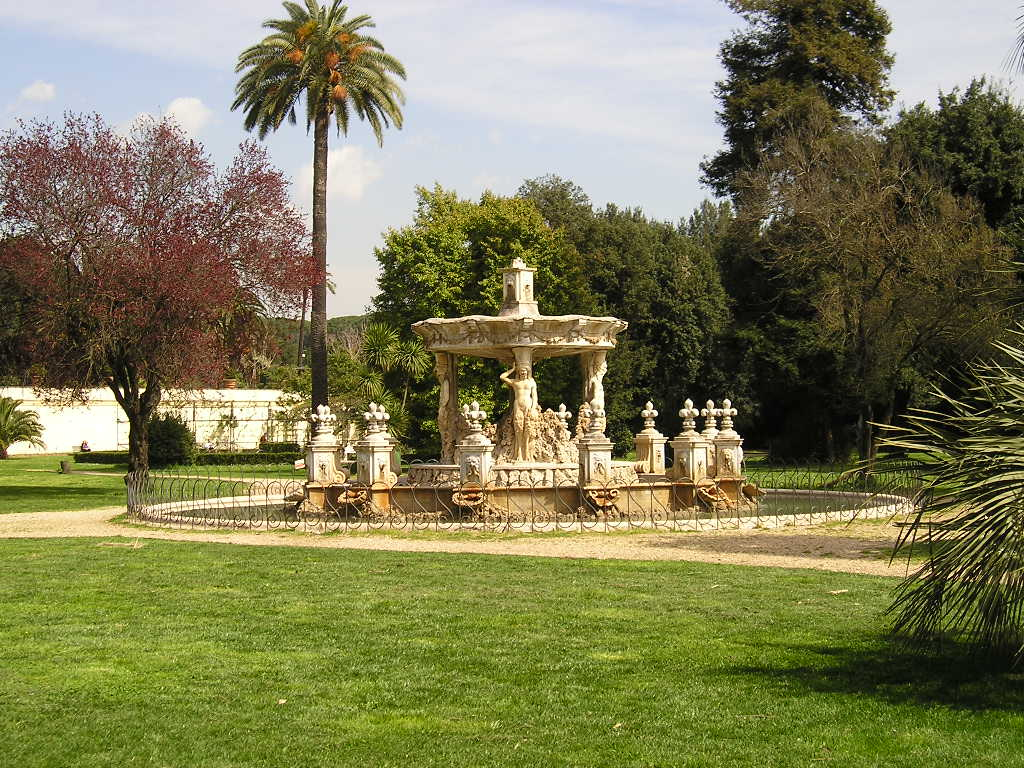
Водограй Купідона перед віллою
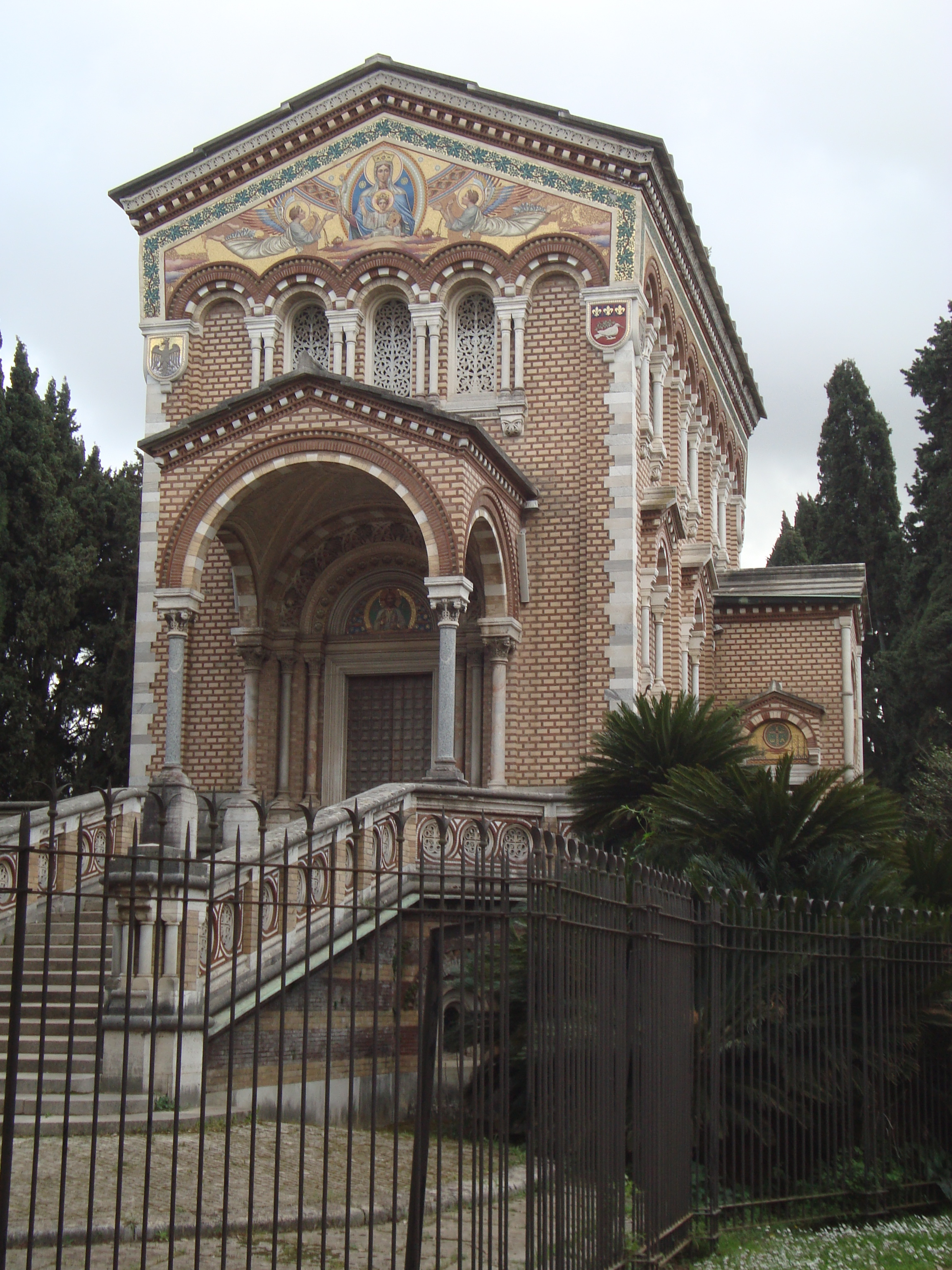
Поминальна каплиця Одоардо Колламаріні
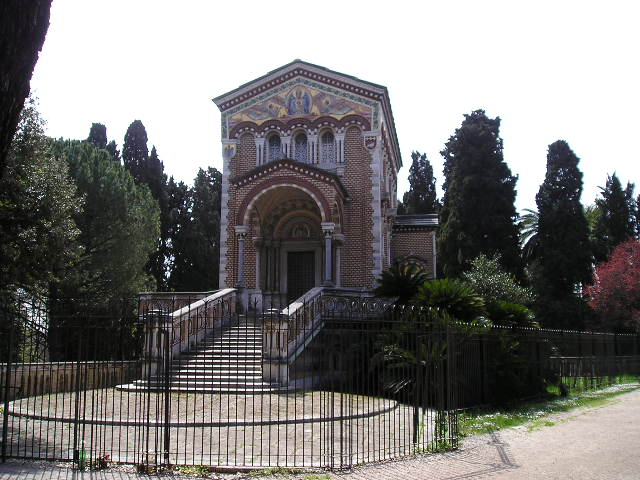
Поминальна каплиця Одоардо Колламаріні
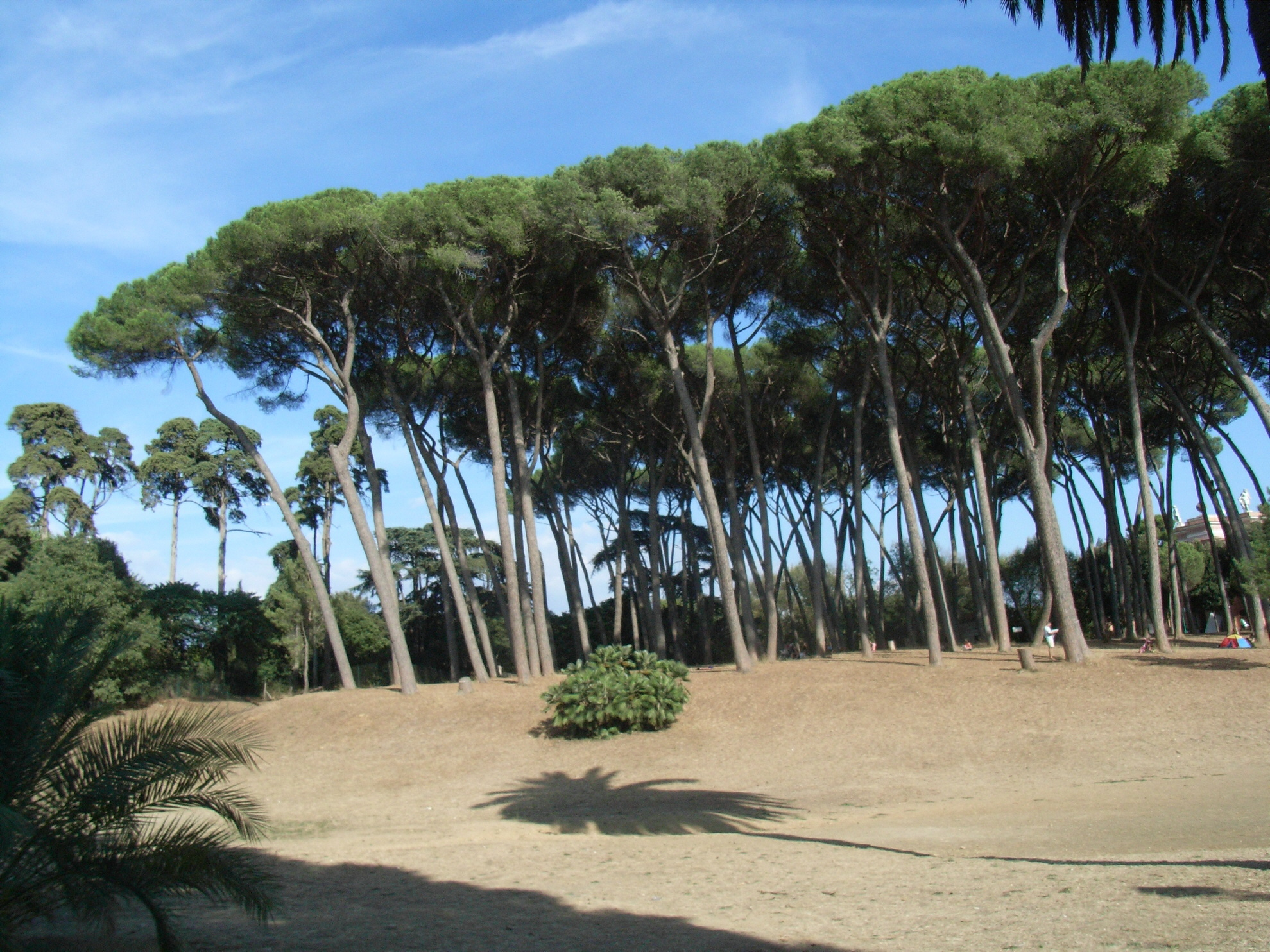
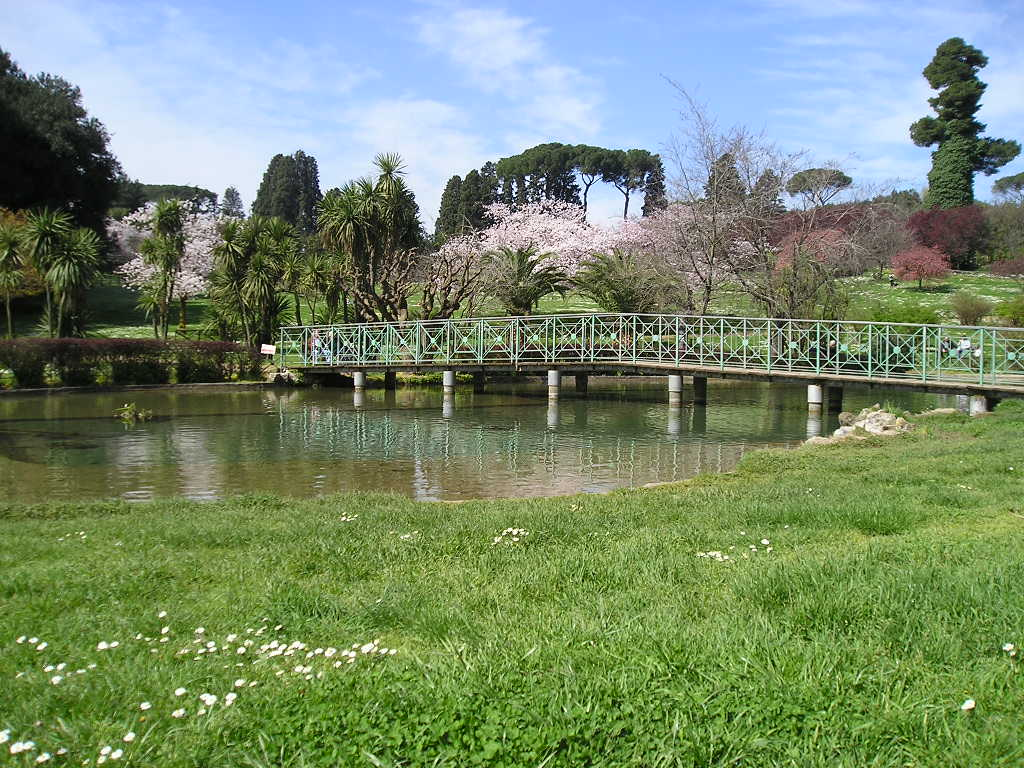
Пруд
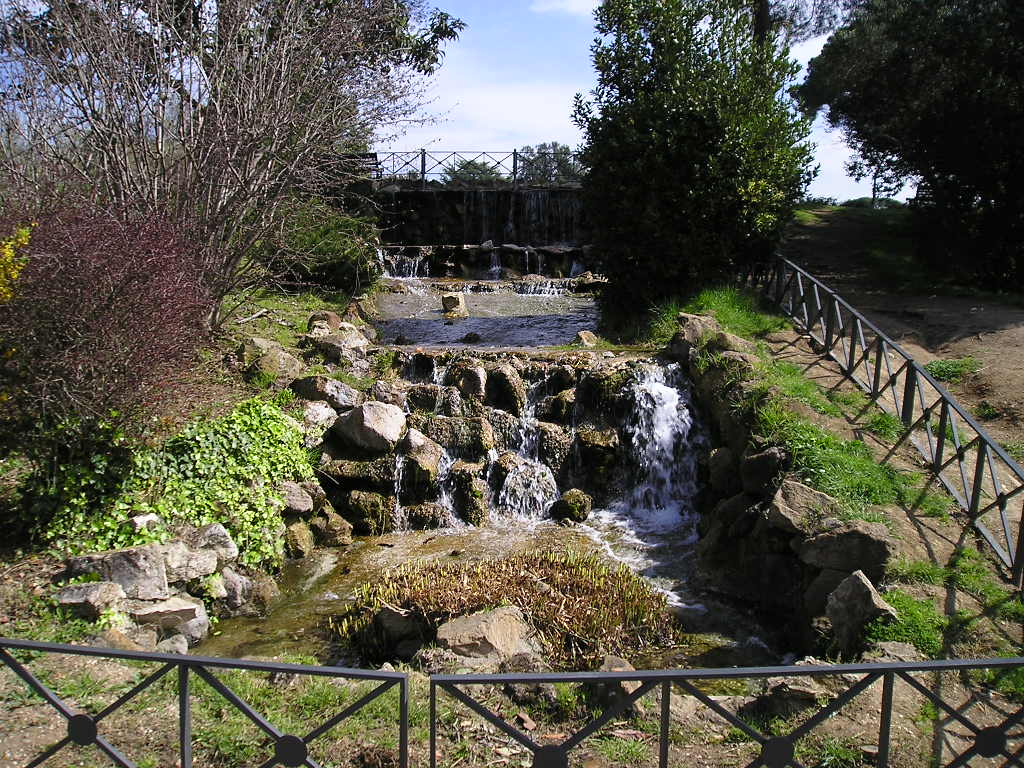
Потік
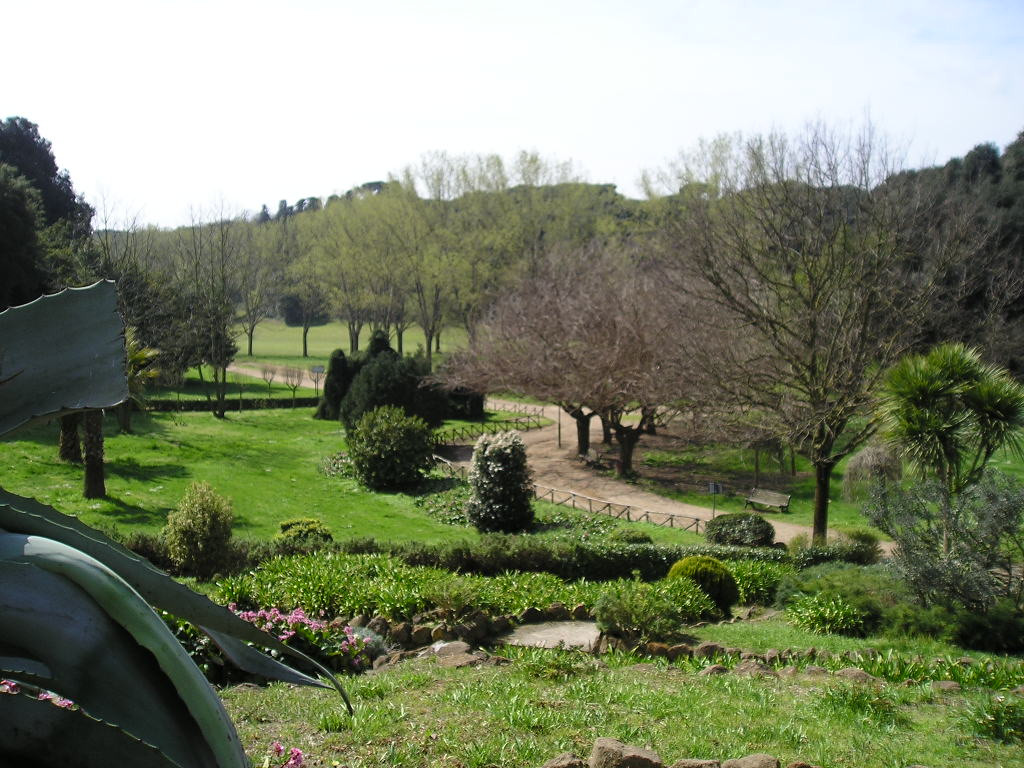
Краєвид
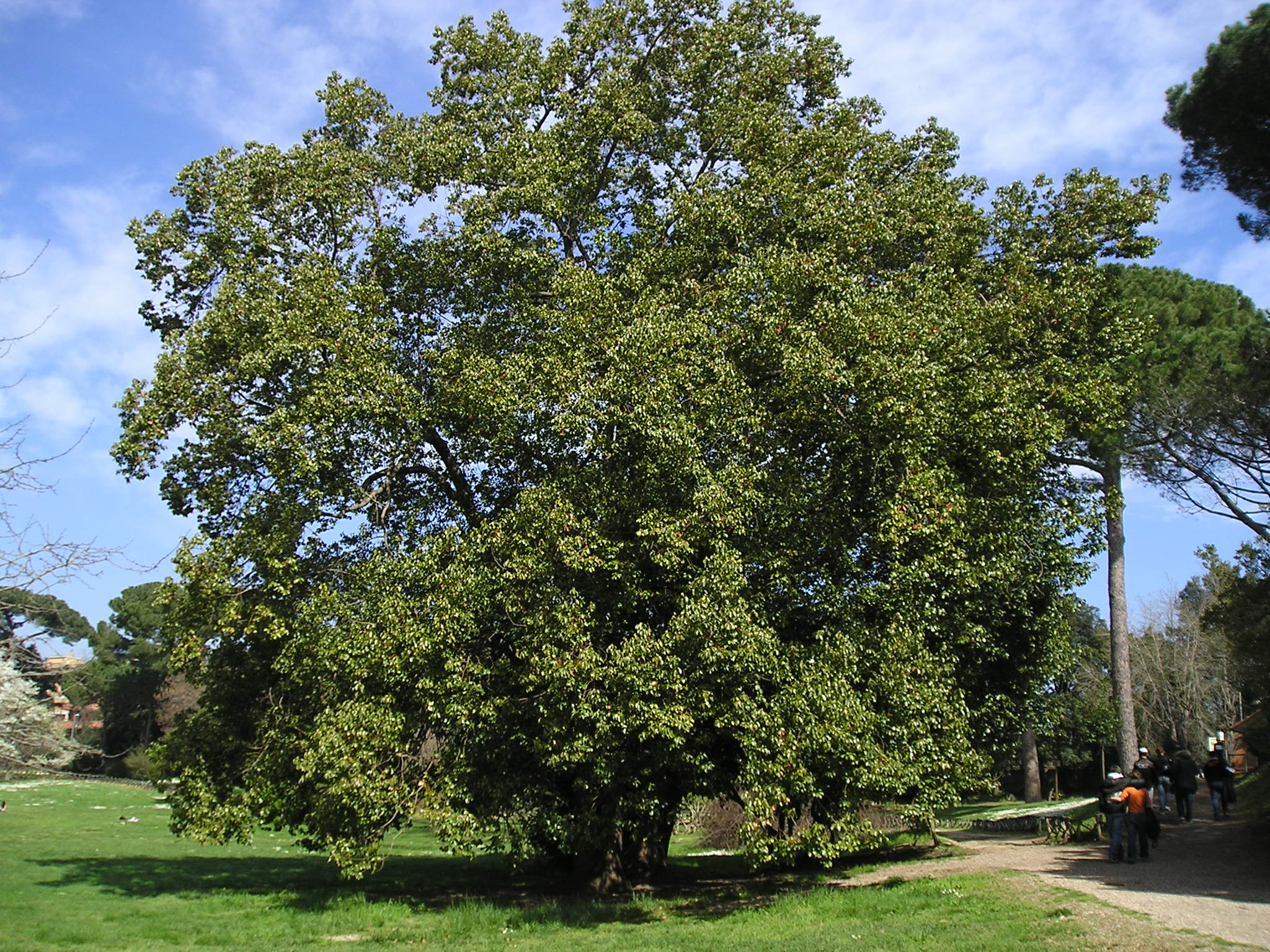
Дуб
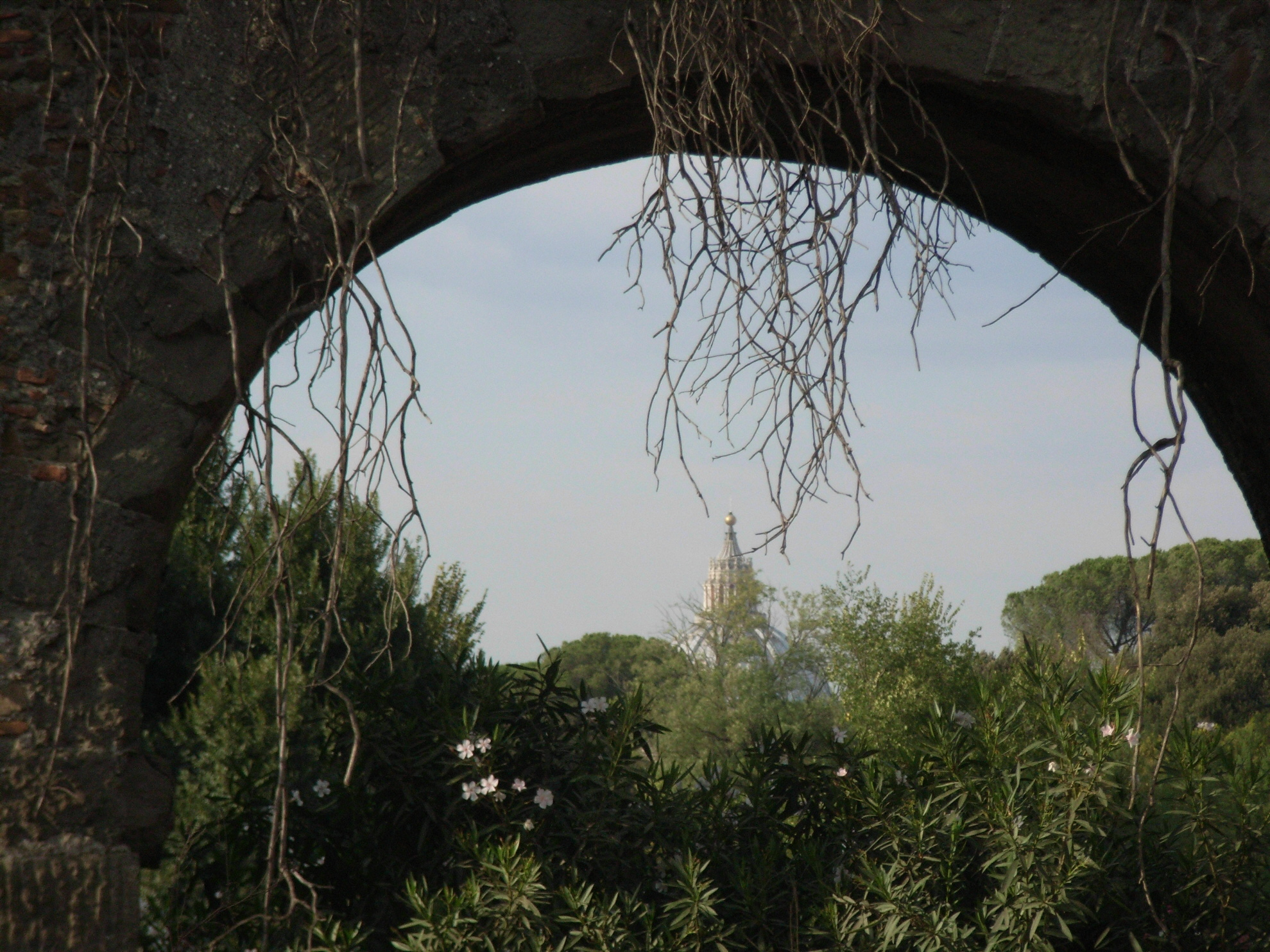
Вид з купола Базиліки святого Петра у Ватикані
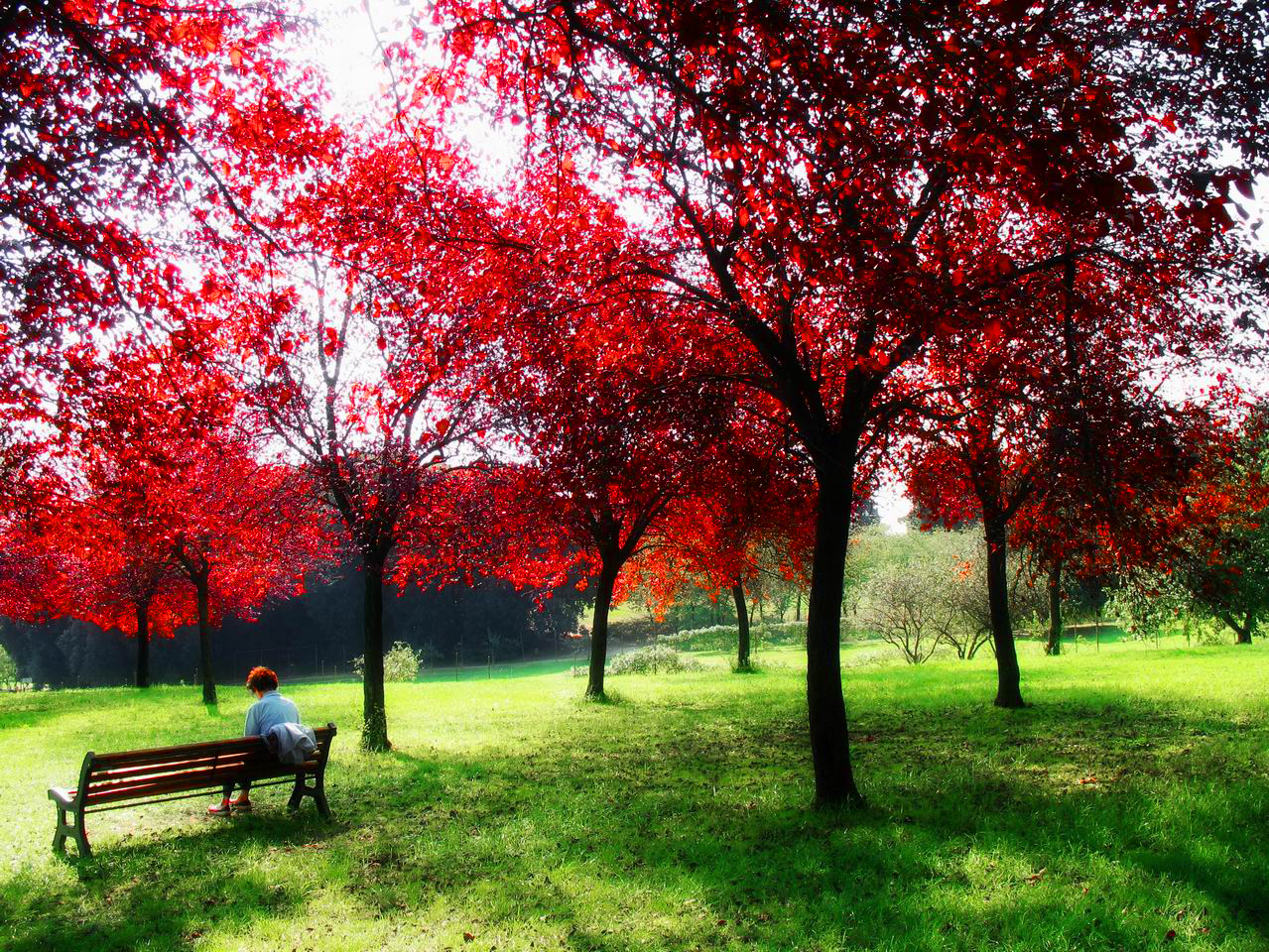
Весна